# Pikietaż

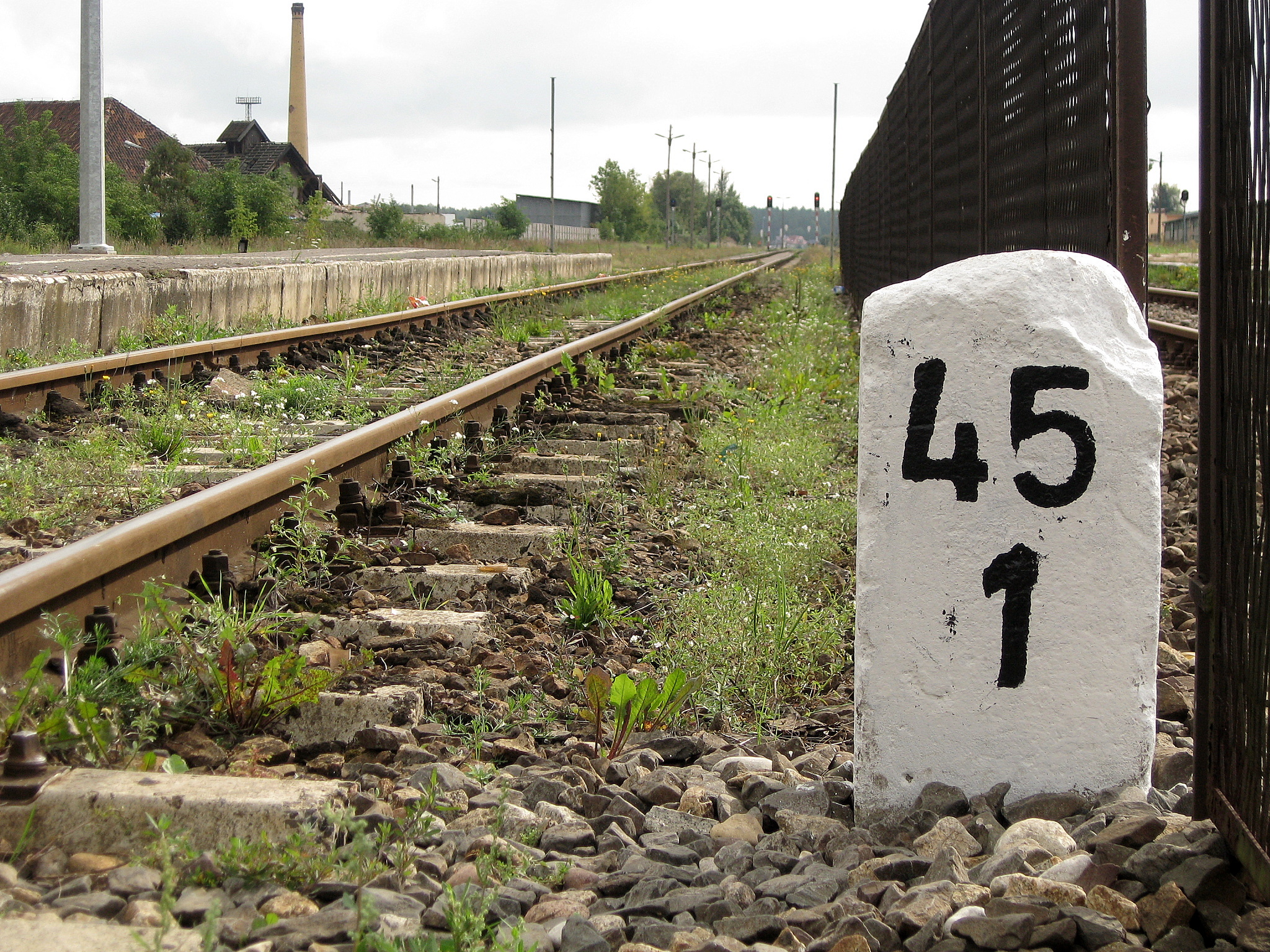
Słupek kilometrowy (punkt o kilometrażu 45,1) na stacji kolejowej w Szczytnie

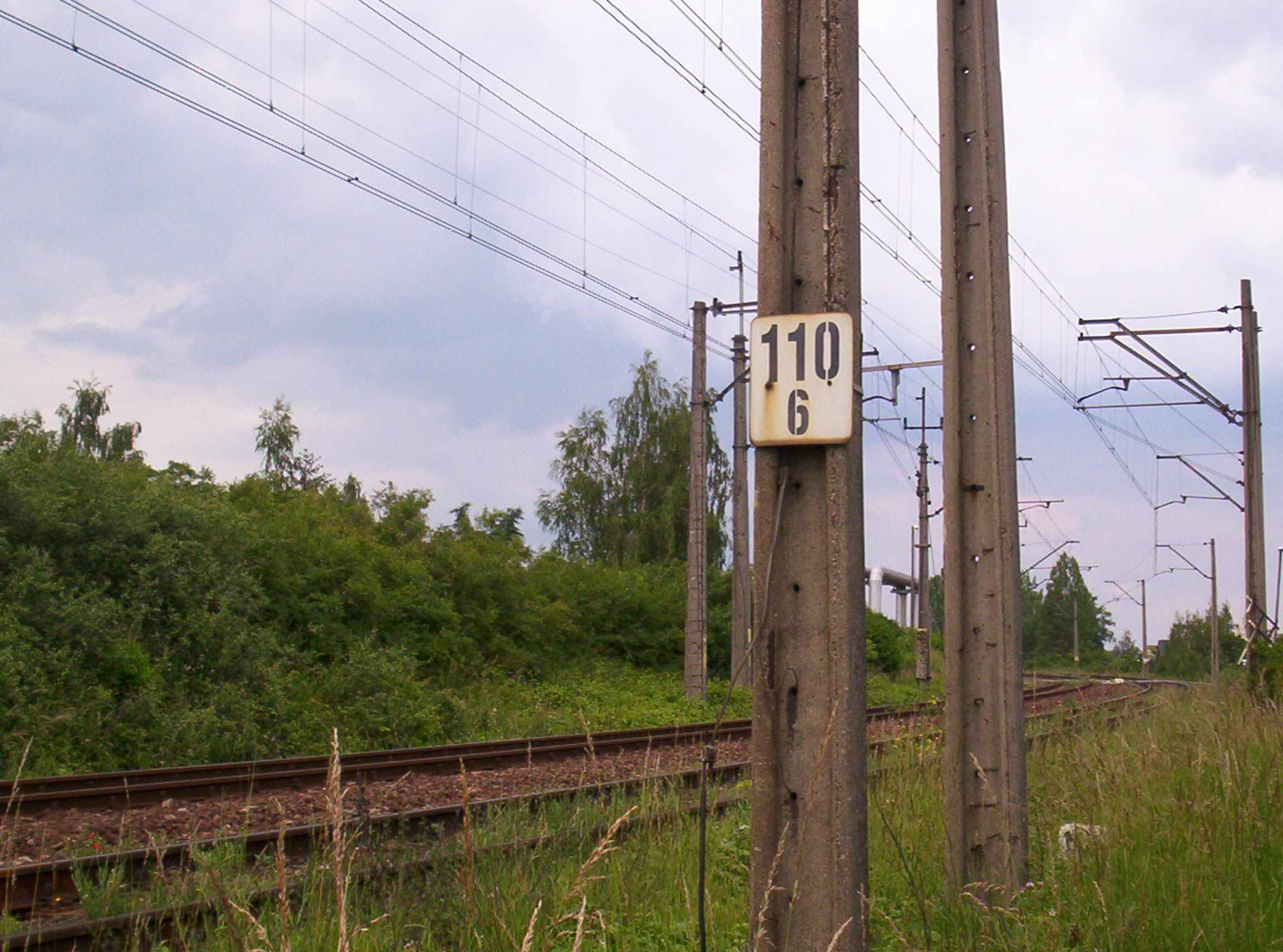
Kilometr 110,6 linii kolejowej nr 14 w Kaliszu

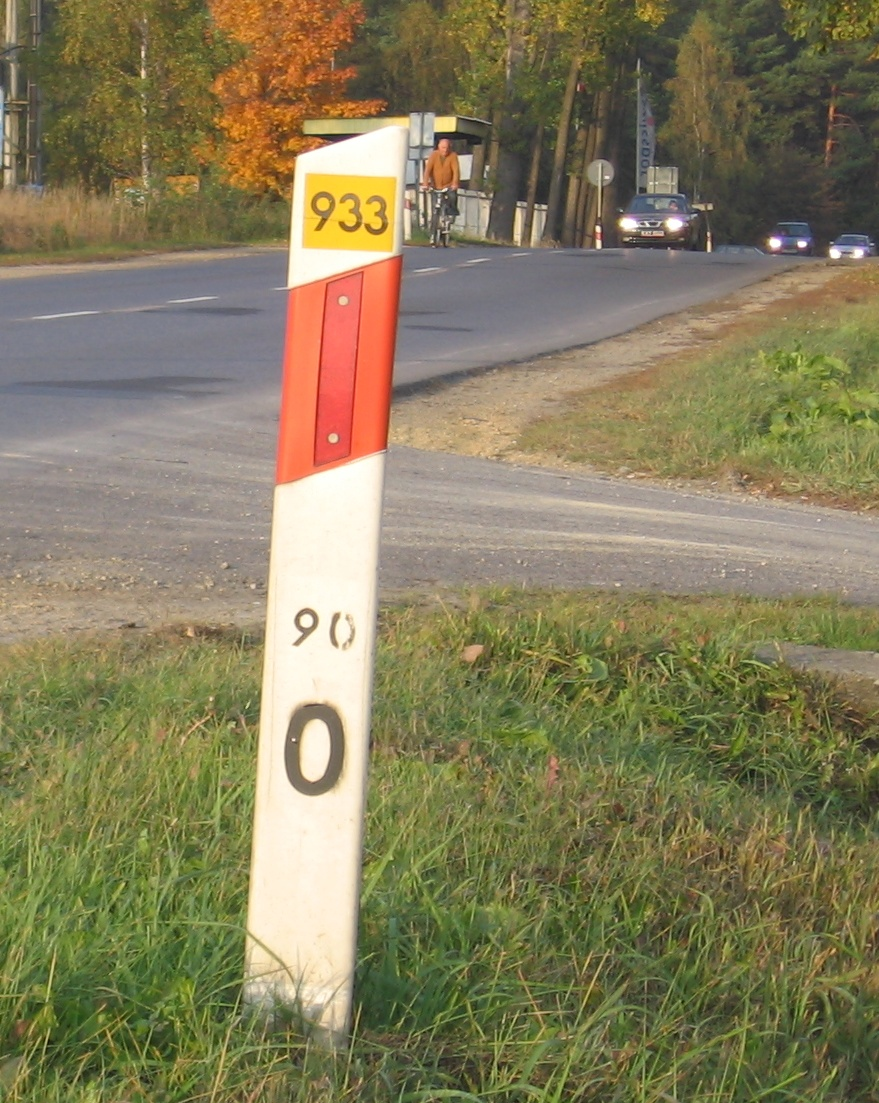
Kilometr 90,0 drogi wojewódzkiej nr 933 koło Chrzanowa

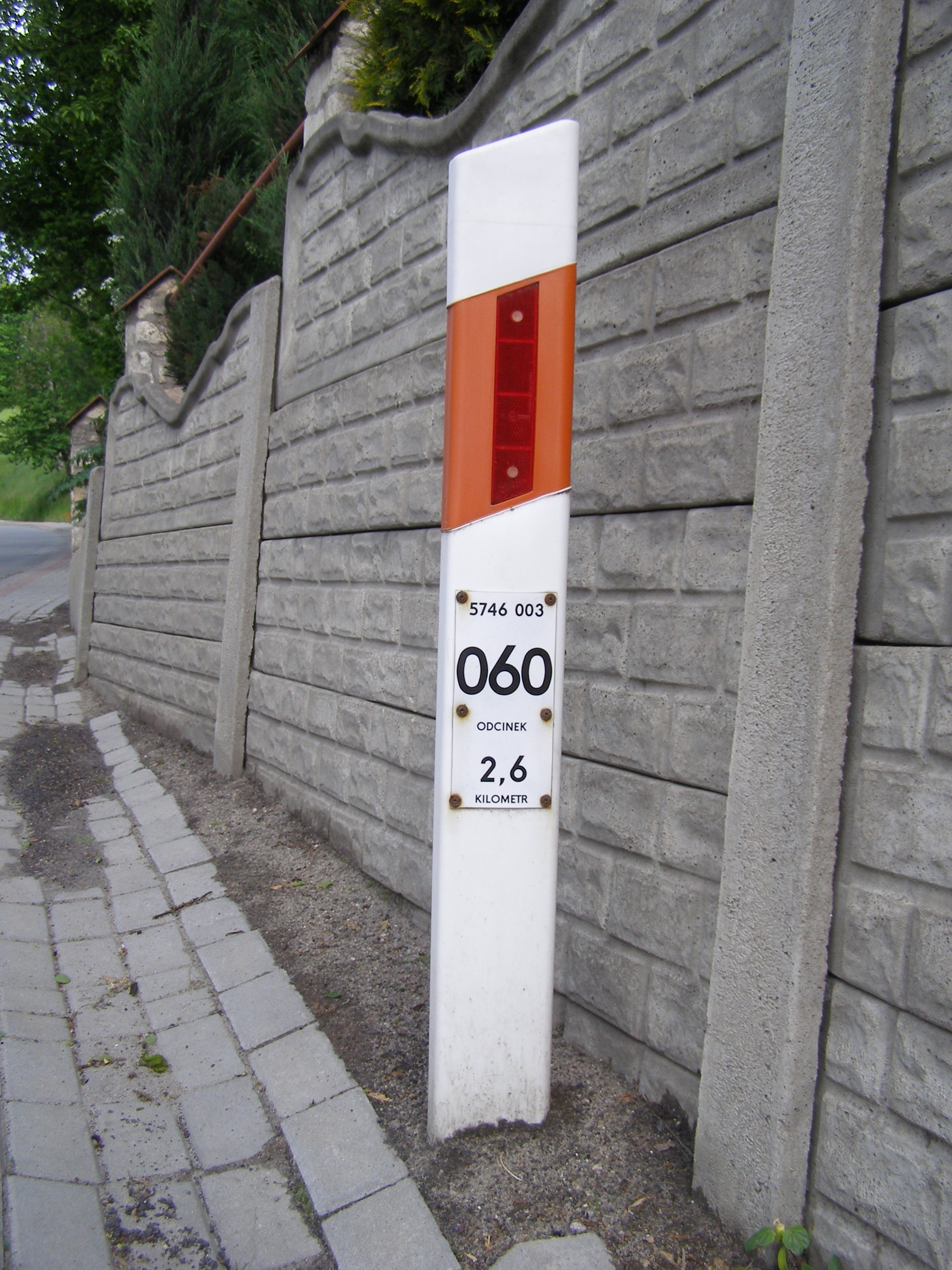
Przykładowy pikietaż lokalny. Kilometr 2,6 odcinka referencyjnego 6, który zaczyna się w punkcie 5476 003 na drodze wojewódzkiej nr 773 w Sułoszowej

Pikietaż (kilometraż, kilometracja) – określenie miejsca na drodze lub linii kolejowej poprzez podanie odległości od jej początku. Odległość tę na ogół podaje się z dokładnością do 1 metra w formacie (km) xx+yyy lub xx,yyy (km), gdzie:
- xx – całkowita liczba kilometrów od początku drogi lub linii kolejowej;
- yyy – całkowita liczba metrów liczona od ostatniego pełnego kilometra.

Na drogach i liniach kolejowych w Polsce pikietaż jest podawany na słupkach rozmieszczonych co 100 metrów. Systemy podawania pikietażu w różnych krajach mogą się różnić. W Polsce na słupkach przy pełnej liczbie kilometrów podawana jest dużą czcionką liczba hektometryczna. 
Może być też tak, że na każdym słupku pojawia się zarówno numer drogi, jak liczba kilometrów od początku drogi, a cyfra setek metrów jest największą czcionką. Na autostradach w Austrii, gdzie system jest podobny, dodatkowo co 5 km na pasie oddzielającym jezdnie autostrady jest umieszczana tablica z liczbą kilometrów od początku autostrady.
Pikietaż istniejącej drogi może zaczynać się od wartości większej od zera w przypadku, gdy początkowy odcinek drogi nie został jeszcze wybudowany (większość autostrad w Polsce) lub gdy jego budowy zaniechano (np. A1 w Austrii zaczyna się od 8 km).
UWAGA: W przypadku dróg krajowych nr 92 i nr 94 pikietaż jest powtórzony na innym odcinku tej samej drogi. Szczegóły w artykułach dotyczących tych tras.
Pikietaż umożliwia lokalizację wydarzenia na drodze przez podanie oznaczenia (numeru) drogi i położenia wzdłuż trasy w oparciu o informację zapisaną na najbliższym słupku przy drodze.
Kilometraż linii kolejowych w Polsce podawany jest w formie napisu na specjalnych słupkach kilometrowych ustawianych co 100 m. Czasem kilometraż ten oznacza się w formie napisu malowanego na słupach trakcyjnych lub latarniach ustawionych przy torze kolejowym.
Zadaniem kilometrowania linii kolejowych jest wyznaczenie długości tych linii, utrwalenie na właściwych miejscach wskaźników kilometrowych i hektometrowych oraz określenie usytuowania istniejących budowli i urządzeń kolejowych względem położenia hektometrów. Początek, kierunek i koniec kilometrowania dla linii kolejowych ustala zarządca infrastruktury.
Kilometraż linii kolejowych odnosi się najczęściej do osi stacji, w której linia kolejowa bierze swój początek. Punkt przecięcia się toru kolejowego z linią wyznaczającą oś stacji kolejowej otrzymuje wartość 0,000. Jednakże tory te mogą zaczynać się wcześniej (np. odejściem od innej linii kolejowej w postaci rozjazdu) i wtedy ta część linii oznaczona jest ujemnym kilometrażem.
Czasami stosuje się również pikietaż lokalny – określenie miejsca na drodze poprzez podanie odległości od ostatniego węzła. Pikietaż lokalny jest liczony oddzielnie dla każdego odcinka między węzłami zgodnie z kierunkiem kodowania danej drogi.
W starożytności pewne elementy ewidencji dróg tą metodą można dostrzec w tworzonym już w czasach rzymskich systemie kamieni milowych przy drogach.
Sposoby oznaczania słupków pikietażowych w różnych krajach są odmienne, w szczególności na przykład, co pokazuje fotografia po lewej, we Włoszech liczba całkowitych kilometrów oznaczana jest cyframi arabskimi, a hektometrów - rzymskimi.